# Pinay
Pinay é uma comuna francesa na região administrativa de Auvérnia-Ródano-Alpes, no departamento de Loire. Estende-se por uma área de 6,62 km². Em 2010 a comuna tinha 295 habitantes (densidade: 44,6 hab./km²).